# Ephraim Amu

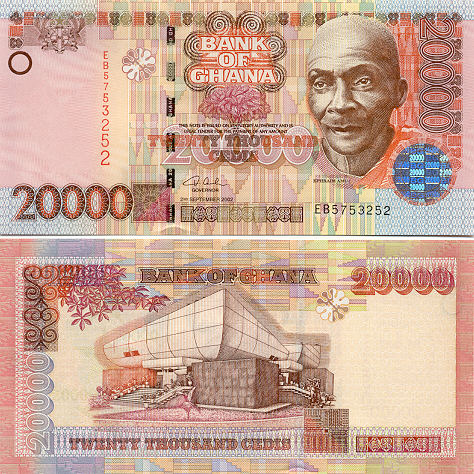
Ephraim Amu (1899–1995) zusammen mit dem Gebäude des Nationaltheaters auf der ghanaischen 20.000-Cedi-Banknote (2002).

Ephraim Amu (geb. 13. September 1899, Peki, Volta, Goldküste, heute Ghana; gest. 2. Januar 1995) war ein ghanaischer Komponist, Folklorist, Musikwissenschaftler und Pädagoge. Er gehörte dem Volk der  Ewe an. Das von ihm komponierte Lied Yan ara asaase ni gilt als inoffizielle Nationalhymne von Ghana.

## Biografie
Er war der Sohn von Stephen Amu, einem traditionellen Trommler, Sänger und Holzschnitzer, und zeigte bereits früh sein großes Interesse an Musik und Landwirtschaft. Von 1937 bis 1940 studierte er am Royal College of Music in London. Danach unterrichtete er an den Colleges von Achimota und Kumasi, und ab den 1960er Jahren lehrte er Volksmusik an der Universität von Ghana, wo er 1965 zum Doktor der Musik promoviert wurde. Er war einer der ersten Sammler von afrikanischer Musikfolklore. Er veröffentlichte mehrere Sammlungen von afrikanischen Liedern. Er komponierte auch Lieder, Chöre und Werke für Volksinstrumente.
Der ghanaische Musikethnologe und Komponist J. H. Kwabena Nketia (1921–2019) urteilte in seiner Einführung zu Amus Chorwerken über ihn: there is no single individual who has influenced the course of the development of art music in contemporary Ghana as much as Dr. Ephraim Amu.
Der Komponist ist auf der ghanaischen 20.000-Cedi-Banknote von 2002 abgebildet.
Zu Ehren von Ephraim Amu wurde 1995 eine gemeinnützige Stiftung gegründet.

## Publikationen
- Amu, Ephraim. Twenty-five African Songs in the Twi Language. Music and words by E. Amu. — London, Sheldon Press, 1932.
- Amu, Ephraim. How to Study African Rhythm. The Teachers' Journal (Accra) 6.2 (1933): 1933–34.
- Amu, Ephraim. Three solo songs with pianoforte accompaniment. — London, 1965
- Amu, Ephraim. Amu choral works. Waterville Publishing House, 1993.